# Half-Life 2: Lost Coast
Half-Life 2: Lost Coast er et computerspil udviklet af Valve Software og distribueret i Valve Softwares Steam distribution. Det var en tech-demo for at præsentere den nye HDR-teknologi til det dengang  kommende Half-Life 2: Episode One.